# Новинка (Челябинская область)
Новинка — посёлок в Кизильском районе Челябинской области России. Входит в состав Полоцкого сельского поселения.

## История
Новинка основана в 1842 г. как военный сторожевой пост Оренбургского казачьего войска, на новой пограничной линии. Название дано в память сражения русской армии с французами при городке Нови в северной Италии 6 августа 1799 г., во время Итальянского похода А. В. Суворова.
Изначально деревня назвалась Нови,  позже её переименовало в Новинку. 

## География
Посёлок находится на юге Челябинской области, в пределах юго-восточных предгорий Южного Урала, в степной зоне, на правом берегу реки Караганки, на расстоянии 66 километров по прямой к востоку от села Кизильского, административного центра района. Абсолютная высота 356 метров над уровнем моря.
Климат
Климат резко континентальный с сухим жарким летом и суровой зимой. Среднегодовое количество осадков: 266 мм. Средняя температура самого холодного месяца (января) составляет −17,9 °С, самого тёплого месяца (июля) — +19,9 °С.

## Население
| 2002 | 2010 |
| ---- | ---- |
| 280  | ↘177 |

Гендерный состав
По данным Всероссийской переписи населения 2010 года в гендерной структуре населения мужчины составляли 49,2 %, женщины —  50,8 %.
Национальный состав
Согласно результатам переписи 2002 года, в национальной структуре населения русские составляли 70 %.

## Улицы
Уличная сеть посёлка состоит из шести улиц и одного переулка.